# Anna Dschambulilowna Tschakwetadse
Anna Dschambulilowna Tschakwetadse ⓘ (russisch Анна Джамбулиловна Чакветадзе, englisch Anna Chakvetadze; * 5. März 1987 in Moskau, Sowjetunion) ist eine ehemalige russische Tennisspielerin.

## Karriere
2004 zog Tschakwetadse, die 2003 Profispielerin wurde, bei ihrem Grand-Slam-Debüt mit einem Sieg über die damalige Nummer 3 der Welt, Anastassija Myskina, in die dritte Runde der US Open ein. Noch im selben Jahr stand sie erstmals unter den Top 100 der Welt.
2005 erreichte sie die dritte Runde der French Open sowie erneut die dritte Runde der US Open und machte damit einen Sprung unter die Top 50 der Weltrangliste. Am Jahresende stand sie auf Rang 33.
2006 gewann Tschakwetadse das Tier-I-Event in Moskau. Auf dem Weg zum Titel bezwang sie mit Dinara Safina, Jelena Dementjewa und Nadja Petrowa drei Top-Ten-Spielerinnen. Außerdem gewann sie das Turnier von Guangzhou und kam bei den US Open ins Achtelfinale. Am Jahresende stand sie auf Rang 13 der Weltrangliste.
2007 gewann sie die WTA-Turniere in Hobart und 's-Hertogenbosch. Zudem erreichte sie bei den Australian Open und den French Open jeweils das Viertelfinale. Ende Juli gewann Tschakwetadse das Turnier von Stanford. Im August kam sie in San Diego bis ins Halbfinale, unterlag dort jedoch Marija Scharapowa in zwei Sätzen. Bei den US Open erreichte sie das erste Grand-Slam-Halbfinale ihrer Karriere. Dort unterlag sie ihrer Landsfrau Swetlana Kusnezowa mit 6:3, 1:6 und 1:6. Am 10. September 2007 stand Tschakwetadse auf Platz 5 der Weltrangliste, ihre persönliche Karriere-Bestmarke. Mit ihrem Sieg über Francesca Schiavone (6:4, 4:6, 6:4) konnte Russland Titelverteidiger Italien besiegen und gewann den Fed Cup.
Beim Porsche-Cup in Stuttgart verlor Tschakwetadse ihr erstes Spiel gegen Tatiana Golovin mit 6:7, 1:6. Auch beim Kremlin-Cup in Moskau musste sie als Titelverteidigerin gegen Dinara Safina eine Erstrundenniederlage (6:7 und 2:6) einstecken. Beim Masters der acht besten Spielerinnen der Saison 2007 in Madrid erreichte sie mit Siegen über Jelena Janković und Serena Williams das Halbfinale, musste sich aber erneut ihrer Landsfrau Scharapowa beugen. Tschakwetadse beendete das Jahr 2007 als Nummer 6 der Welt.
Der Start in die Saison 2008 war eher bescheiden. Einer Erstrundenniederlage in Sydney gegen Katarina Srebotnik aus Slowenien folgte eine Niederlage in der dritten Runde der Australian Open gegen Marija Kirilenko (7:6, 1:6, 2:6). Im Februar konnte sie dann im Finale von Paris gegen Ágnes Szávay ihren siebten Turniersieg feiern. Auch in New Haven zog sie ins Finale ein, wo sie sich Caroline Wozniacki geschlagen geben musste. Bis dahin hatte sie alle ihre WTA-Endspiele gewonnen.
Auch 2009 und 2010 konnte sie sich in den Top 100 halten. Von Mitte Juli bis Ende August 2010 gewann sie 15 ihrer 16 Partien und realisierte dabei auch ihre letzten beiden Turniersiege in Portorož und Bronx. Einzig die Halbfinalbegegnung gegen die Weltranglistenerste Wozniacki beim Turnier in Kopenhagen ging verloren. Im Jahr 2011 sagte sie einige Turniere wegen Krankheit und laut WTA zuletzt mehrere wegen Schwindel ab.
Im Januar 2012 erreichte sie beim WTA-Turnier in Hobart, das sie 2007 gewinnen konnte, noch einmal das Viertelfinale, sie musste ihr Match gegen Shahar Peer aber zu Beginn des dritten Satzes aufgeben. Ihr letztes WTA-Turnier bestritt sie im September 2012 in Taschkent, wo sie im Einzel das Achtelfinale und im Doppel das Finale erreichte.
Im September 2013 gab sie aufgrund einer hartnäckigen Rückenverletzung ihr Karriereende bekannt.

## Turniersiege

### Einzel
| Nr. | Datum            | Turnier          | Kategorie         | Belag             | Finalgegnerin           | Ergebnis       |
| --- | ---------------- | ---------------- | ----------------- | ----------------- | ----------------------- | -------------- |
| 1.  | 22. Februar 2004 | Redbridge        | ITF $25.000       | Hartplatz (Halle) | Virginie Pichet         | 6:2, 6:2       |
| 2.  | 1. Oktober 2006  | Guangzhou        | WTA Tier III      | Hartplatz         | Anabel Medina Garrigues | 6:1, 6:4       |
| 3.  | 15. Oktober 2006 | Moskau           | WTA Tier I        | Teppich (Halle)   | Nadja Petrowa           | 6:4, 6:4       |
| 4.  | 12. Januar 2007  | Hobart           | WTA Tier IV       | Hartplatz         | Wassilissa Bardina      | 6:3, 7:63      |
| 5.  | 23. Juni 2007    | ’s-Hertogenbosch | WTA Tier III      | Rasen             | Jelena Janković         | 7:62, 3:6, 6:3 |
| 6.  | 22. Juli 2007    | Cincinnati       | WTA Tier III      | Hartplatz         | Akiko Morigami          | 6:1, 6:3       |
| 7.  | 29. Juli 2007    | Stanford         | WTA Tier II       | Hartplatz         | Sania Mirza             | 6:3, 6:2       |
| 8.  | 10. Februar 2008 | Paris            | WTA Tier II       | Teppich (Halle)   | Ágnes Szávay            | 6:3, 2:6, 6:2  |
| 9.  | 25. Juli 2010    | Portorož         | WTA International | Hartplatz         | Johanna Larsson         | 6:1, 6:2       |
| 10. | 28. August 2010  | Bronx            | ITF $100.000      | Hartplatz         | Sofia Arvidsson         | 4:6, 6:2, 6:2  |

### Doppel
| Nr. | Datum         | Turnier  | Kategorie   | Belag     | Partnerin     | Finalgegnerinnen          | Ergebnis |
| --- | ------------- | -------- | ----------- | --------- | ------------- | ------------------------- | -------- |
| 1.  | 14. Juli 2002 | Istanbul | ITF $10.000 | Hartplatz | Irina Kotkina | Daniela Bercek Ana Cetnik | 7:5, 6:4 |

## Turnierbilanz

### Einzel
Die Tabelle listet die Ergebnisse der Grand-Slam-Turniere, der Tour Championships, der Olympischen Spiele, des Fed Cups bzw. Billie Jean King Cups und der Turniere folgender Kategorien auf: 1990–2008: Tier I, 2009–2020: Premier Mandatory und Premier 5, ab 2021: WTA 1000.
| Turnier            | 2003 | 2004 | 2005 | 2006 | 2007 | 2008 | 2009 | 2010 | 2011 | 2012 | Karriere |
| ------------------ | ---- | ---- | ---- | ---- | ---- | ---- | ---- | ---- | ---- | ---- | -------- |
| Australian Open    | —    | —    | 2    | 2    | VF   | 3    | 2    | 1    | 2    | 1    | 1 × VF   |
| French Open        | —    | —    | 3    | 2    | VF   | 2    | 1    | 1    | —    | —    | 1 × VF   |
| Wimbledon          | —    | —    | 1    | 3    | 3    | AF   | 1    | 2    | 1    | —    | 1 × AF   |
| US Open            | —    | 3    | 3    | AF   | HF   | 1    | 2    | 1    | —    | —    | 1 × HF   |
| Tour Championships | —    | —    | —    | —    | HF   | —    | —    | —    | —    | —    | 1 × HF   |
| Doha               |      |      |      |      |      | 2    |      |      |      | —    | 1 × 2R   |
| Dubai              |      |      |      |      |      |      | 1    | —    | 2    |      | 1 × 2R   |
| Indian Wells       | —    | —    | 3    | AF   | AF   | —    | 3    | 2    | 2    | —    | 2 × AF   |
| Miami              | —    | —    | 1    | AF   | HF   | 3    | 3    | 1    | —    | —    | 1 × HF   |
| Charleston         | —    | —    | —    | —    | —    | 2    |      |      |      |      | 1 × 2R   |
| Rom                | —    | —    | 2    | 1    | AF   | HF   | AF   | —    | —    | 1    | 1 × HF   |
| Madrid             |      |      |      |      |      |      | AF   | —    | —    | Q2   | 1 × AF   |
| Berlin             | —    | —    | 1    | AF   | 2    | 2    |      |      |      |      | 1 × AF   |
| San Diego          |      | —    | VF   | VF   | HF   |      |      |      |      |      | 1 × HF   |
| Cincinnati         |      |      |      |      |      |      | 2    | —    | —    | —    | 1 × 2R   |
| Kanada             | —    | —    | —    | HF   | 2    | AF   | 1    | —    | —    | —    | 1 × HF   |
| Tokio              | —    | —    | —    | —    | —    | 1    | —    | —    | —    | —    | 1 × 1R   |
| Zürich             | —    | —    | 1    | —    | —    |      |      |      |      |      | 1 × 1R   |
| Peking             |      |      |      |      |      |      | —    | Q2   | —    | —    | 1 × Q2   |
| Moskau             | Q2   | 1    | 1    | S    | AF   | 1    |      |      |      |      | 1 × S    |
| Olympische Spiele  |      | —    |      |      |      | —    |      |      |      | —    | —        |
| Fed Cup            |      |      |      | VF   | S    | S    | HF   |      |      |      | 2 × S    |

Zeichenerklärung: S = Turniersieg; F, HF, VF, AF = Einzug ins Finale, Halb-, Viertel-, Achtelfinale; 1, 2, 3 = Ausscheiden in der 1., 2., 3. Haupt- / Finalrunde; Q1, Q2, Q3 = Ausscheiden in der 1., 2. 3. Qualifikationsrunde; RR = Round Robin (Gruppenphase); nicht ausgetragen oder andere Kategorie; PO (Playoff), P2 = Auf-/Abstiegsrunde zur Weltgruppe I/II im Fed Cup; W2, K1, K2, K3 = Teilnahme in der Weltgruppe II, Kontinentalgruppe I, II, III im Fed Cup.

## Sonstiges
Ihr Vater ist georgischer Abstammung, die Mutter Russin.